# 热斯塔索 (巴扬)
热斯塔索是葡萄牙波尔图区的一个堂区。总面积14.08平方公里，总人口1417人，人口密度100.6人/平方公里。